# Bipalium kewense
Bipalium kewense é o nome científico de uma espécie de verme achatado pertencente ao grupo dos Terricola, os platelmintos terrestres de vida livre (não-parasitas). Trata-se do maior platelminto de seu tipo, chegando a 60 centímetros de comprimento. É um predador de pequenos animais como moluscos e vermes menores e costuma ser encontrado em solos úmidos. Assim como todos os platelmintos, ele pode ser cortado, ou partido em vários pedaços e cada pedaço dará origem a um novo indivíduo inteiro.

Acredita-se que seja nativo do Sudeste Asiático, mas foi espalhado pelo mundo trazido acidentalemente em navios e hoje pode ser encontrado em vários locais, incluindo: América do Norte, Austrália, ilhas do Caribe, América do Sul, África e Madagascar.